# Třída R (1916)
Třída R byla třída torpédoborců Britského královského námořnictva z období první světové války. Třída se dělí do čtyř podskupin. Celkem bylo postaveno 62 torpédoborců této třídy. Ve službě byly v letech 1916–1947. Byly nasazeny ve světové válce, ve které jich bylo osm potopeno. Zbývající byly, s výjimkou dvou, vyřazeny ve 20. a 30. letech. Za druhé světové války britské námořnictvo provozovalo pouze torpédoborec HMS Skate. Ve službě byl ještě torpédoborec HMS Radiant, provozovaný v letech 1920–1959 thajským královským námořnictvem jako Phra Ruang.

## Stavba

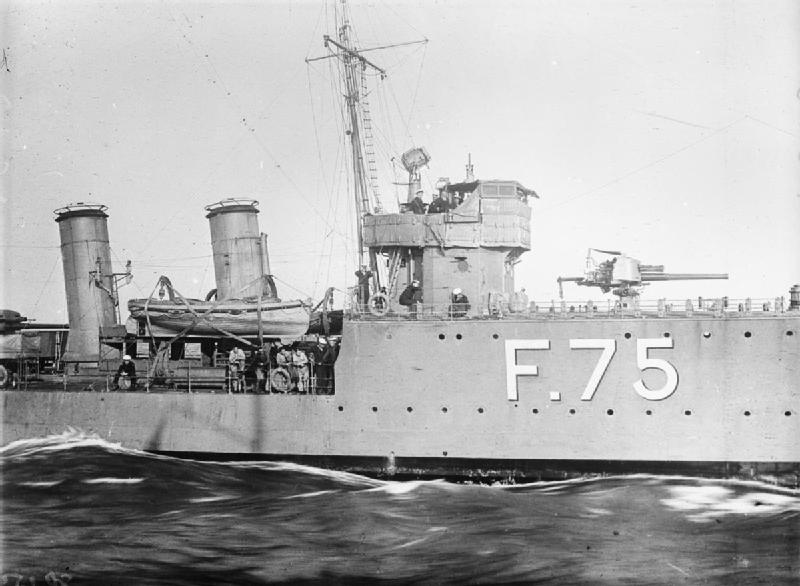
HMS Torrid (verze Admiralty R)

Celkem bylo v letech 1915–1917 postaveno 62 torpédoborců této třídy, dělících se do čtyři hlavních podtříd. Torpédoborce se lišily rozměry a dodavateli pohonného systému, naopak měly podobné výkony a výzbroj. První skupinu tvořilo 39 torpédoborců potřídy Admiralty R, druhou pět jednotek Thornycroft R, třetí sedm jednotek podtřídy Yarrow R a poslední 11 jednotek modifikované třídy Admiralty R.
Jednotky třídy R:
| Jméno            | Loděnice                 | Návrh          | Založení kýlu | Spuštěn            | Vstup do služby | Osud |
| ---------------- | ------------------------ | -------------- | ------------- | ------------------ | --------------- | --- |
| HMS Romola       | John Brown               | Admiralty      | 1915          | 14. května 1916    | srpen 1916      | Prodán do šrotu 1930.                                                                                                   |
| HMS Sarpedon     | Hawthorn Leslie          | Admiralty      | 1915          | 1. června 1916     | září 1916       | Prodán do šrotu 1926.                                                                                                   |
| HMS Radstock     | Swan Hunter              | Admiralty      | 1915          | 3. června 1916     | září 1916       | Prodán do šrotu 1927.                                                                                                   |
| HMS Sable        | White                    | Admiralty      | 1915          | 28. června 1916    | listopad 1916   | Prodán do šrotu 1927.                                                                                                   |
| HMS Rowena       | John Brown               | Admiralty      | 1915          | 1. července 1916   | září 1916       | Prodán do šrotu 1937.                                                                                                   |
| HMS Rocket       | Denny                    | Admiralty      | 1915          | 2. července 1916   | říjen 1916      | Prodán do šrotu 1926.                                                                                                   |
| HMS Raider       | Swan Hunter              | Admiralty      | 1915          | 17. července 1916  | říjen 1916      | Prodán do šrotu 1927.                                                                                                   |
| HMS Restless     | John Brown               | Admiralty      | 1915          | 12. srpna 1916     | říjen 1916      | Prodán do šrotu 1936.                                                                                                   |
| HMS Setter       | White                    | Admiralty      | 1915          | 18. srpna 1916     | únor 1917       | Dne 17. května 1917 se poblíž Harwiche potopil po srážce se sesterským torpédoborcem HMS Sylph.                         |
| HMS Rob Roy      | Denny                    | Admiralty      | 1915          | 28. srpna 1916     | říjen 1916      | Prodán do šrotu 1926.                                                                                                   |
| HMS Sorceress    | Swan Hunter              | Admiralty      | 1915          | 29. srpna 1916     | prosinec 1916   | Prodán do šrotu 1927.                                                                                                   |
| HMS Rigorous     | John Brown               | Admiralty      | 1915          | 30. září 1916      | listopad 1916   | Prodán do šrotu 1926.                                                                                                   |
| HMS Salmon       | Harland and Wolff        | Admiralty      | 1915          | 7. října 1916      | prosinec 1916   | Od roku 1933 přejmenován na Sable. Prodán do šrotu 1937.                                                                |
| HMS Redoubt      | Doxford                  | Admiralty      | 1916          | 28. října 1916     | březen 1917     | Prodán do šrotu 1926.                                                                                                   |
| HMS Sylph        | Harland and Wolff        | Admiralty      | 1915          | 15. listopadu 1916 | únor 1917       | Prodán do šrotu 1926.                                                                                                   |
| HMS Redgaunlet   | Denny                    | Admiralty      | 1915          | 23. listopadu 1916 | únor 1917       | Prodán do šrotu 1927.                                                                                                   |
| HMS Recruit      | Doxford                  | Admiralty      | 1916          | 9. prosince 1916   | duben 1917      | Dne 9. srpna 1917 byl v Severním moři potopen německou ponorkou třídy UB I SM UB-16.                                    |
| HMS Sturgeon     | A. Stephens              | Admiralty      | 1915          | 11. ledna 1917     | únor 1917       | Prodán do šrotu 1926.                                                                                                   |
| HMS Sceptre      | A. Stephens              | Admiralty      | 1915          | 18. dubna 1917     | květen 1917     | Prodán do šrotu 1926.                                                                                                   |
| HMS Rosalind     | Thornycroft              | Thornycroft    | 1915          | 14. října 1916     | prosinec 1916   | Prodán do šrotu 1926.                                                                                                   |
| HMS Radiant      | Thornycroft              | Thornycroft    | 1915          | 25. listopadu 1916 | únor 1917       | V září 1920 prodán Siamu jako Phra Ruang. Za druhé světové války ve výcviku. Vyškrtnut 1959. Poté byl přeměněn na hulk. |
| HMS Retriever    | Thornycroft              | Thornycroft    | 1916          | 15. ledna 1917     | březen 1917     | Prodán do šrotu 1927.                                                                                                   |
| HMS Sabrina      | Yarrow                   | Yarrow         | 1915          | 24. července 1916  | září 1916       | Prodán do šrotu 1926.                                                                                                   |
| HMS Strongbow    | Yarrow                   | Yarrow         | 1915          | 30. září 1916      | listopad 1916   | Dne 17. října 1917 byl potopen u pobřeží Norska německými minovými křižníky třídy Brummer.                              |
| HMS Surprise     | Yarrow                   | Yarrow         | 1915          | 25. listopadu 1916 | leden 1917      | Dne 23. prosince 1917 byl potopen německou ponorkou.                                                                    |
| HMS Sybille      | Yarrow                   | Yarrow         | 1915          | 5. února 1917      | únor 1917       | Prodán do šrotu 1926.                                                                                                   |
| HMS Truculent    | Yarrow                   | Yarrow         | 1916          | 24. března 1917    | květen 1917     | Prodán do šrotu 1927.                                                                                                   |
| HMS Tyrant       | Yarrow                   | Yarrow         | 1916          | 19. května 1917    | červenec 1917   | Prodán do šrotu 1938.                                                                                                   |
| HMS Ulleswater   | Yarrow                   | Yarrow         | 1916          | 4. srpna 1917      | září 1917       | Dne 15. srpna 1918 byl u nizozemského pobřeží potopen německou ponorkou třídy UC II SMU UC-17.                          |
| HMS Starfish     | Hawthorn Leslie          | Admiralty      | 1916          | 27. září 1916      | prosinec 1916   | Prodán do šrotu 1928.                                                                                                   |
| HMS Simoom       | John Brown               | Admiralty      | 1916          | 30. října 1916     | prosinec 1916   | Dne 23. ledna 1917 byl v Severním moři torpédován německým torpédoborcem SMS S50.                                       |
| HMS Stork        | Hawthorn Leslie          | Admiralty      | 1916          | 15. listopadu 1916 | únor 1917       | Prodán do šrotu 1927.                                                                                                   |
| HMS Satyr        | Beardmore                | Admiralty      | 1916          | 27. prosince 1916  | únor 1917       | Prodán do šrotu 1926.                                                                                                   |
| HMS Skate        | John Brown               | Admiralty      | 1916          | 11. ledna 1917     | únor 1917       | Prodán do šrotu 1947.                                                                                                   |
| HMS Skilful      | Harland and Wolff        | Admiralty      | 1916          | 3. února 1917      | březen 1917     | Prodán do šrotu 1926.                                                                                                   |
| HMS Sharpshooter | Beardmore                | Admiralty      | 1916          | 27. února 1917     | duben 1917      | Prodán do šrotu 1927.                                                                                                   |
| HMS Springbok    | Harland and Wolff        | Admiralty      | 1916          | 9. března 1917     | duben 1917      | Prodán do šrotu 1926.                                                                                                   |
| HMS Taurus       | Thornycroft              | Thornycroft    | 1916          | 10. března 1917    | květen 1917     | Prodán do šrotu 1930.                                                                                                   |
| HMS Teazer       | Thornycroft              | Thornycroft    | 1916          | 21. dubna 1917     | červenec 1917   | Prodán do šrotu 1931.                                                                                                   |
| HMS Torrent      | Swan Hunter              | Admiralty      | 1916          | 26. listopadu 1916 | únor 1917       | Dne 23. prosince 1917 se v Severním moři potopil na minách. Společně s ním se potopil sesterský torpédoborec Tornado.   |
| HMS Thruster     | Hathorn Leslie / Parsons | Admiralty      | 1916          | 10. ledna 1917     | březen 1917     | Prodán do šrotu 1937.                                                                                                   |
| HMS Tempest      | Fairfield                | Admiralty      | 1916          | 26. ledna 1917     | březen 1917     | Prodán do šrotu 1937.                                                                                                   |
| HMS Torrid       | Swan Hunter              | Admiralty      | 1916          | 10. února 1917     | květen 1917     | Prodán do šrotu 1937.                                                                                                   |
| HMS Thisbe       | Harland and Wolff        | Admiralty      | 1916          | 8. března 1917     | červen 1917     | Prodán do šrotu 1936.                                                                                                   |
| HMS Tarpon       | John Brown               | Admiralty      | 1916          | 10. března 1917    | duben 1917      | Prodán do šrotu 1927.                                                                                                   |
| HMS Tenacious    | Harland and Wolff        | Admiralty      | 1916          | 21. května 1917    | srpen 1917      | Prodán do šrotu 1928.                                                                                                   |
| HMS Tetrarch     | Harland and Wolff        | Admiralty      | 1916          | 20. dubna 1917     | červen 1917     | Prodán do šrotu 1934.                                                                                                   |
| HMS Telemachus   | John Brown               | Admiralty      | 1916          | 21. dubna 1917     | červen 1917     | Prodán do šrotu 1927.                                                                                                   |
| HMS Tormentor    | A. Stephens              | Admiralty      | 1916          | 22. května 1917    | srpen 1917      | Prodán do šrotu 1929.                                                                                                   |
| HMS Tancred      | Beardmore                | Admiralty      | 1916          | 30. června 1917    | září 1917       | Prodán do šrotu 1928.                                                                                                   |
| HMS Tornado      | A. Stephens              | Admiralty      | 1916          | 4. srpna 1917      | listopad 1917   | Dne 23. prosince 1917 se v Severním moři potopily na minách. Společně s ním se potopil sesterský torpédoborec Torrent.  |
| HMS Trenchant    | White                    | Admiralty mod. | 1916          | 23. prosince 1916  | duben 1917      | Prodán do šrotu 1928.                                                                                                   |
| HMS Tristram     | White                    | Admiralty mod. | 1916          | 24. února 1917     | červen 1917     | Prodán do šrotu 1921.                                                                                                   |
| HMS Undine       | Fairfield                | Admiralty mod. | 1916          | 22. března 1917    | květen 1917     | Prodán do šrotu 1928.                                                                                                   |
| HMS Ulysses      | Doxford                  | Admiralty mod. | 1916          | 24. března 1917    | červen 1917     | Dne 29. října 1918 se potopil po srážce s civilní lodí SS Ellerie v ústí řeky Clyde.                                    |
| HMS Tower        | Swan Hunter              | Admiralty mod. | 1916          | 5. dubna 1917      | srpen 1917      | Prodán do šrotu 1928.                                                                                                   |
| HMS Tirade       | Scotts                   | Admiralty mod. | 1916          | 21. dubna 1917     | červen 1917     | Prodán do šrotu 1921.                                                                                                   |
| HMS Urchin       | Palmers                  | Admiralty mod. | 1916          | 7. června 1917     | srpen 1917      | Prodán do šrotu 1930.                                                                                                   |
| HMS Umpire       | Doxford                  | Admiralty mod. | 1916          | 9. června 1917     | srpen 1917      | Prodán do šrotu 1930.                                                                                                   |
| HMS Ursa         | Palmers                  | Admiralty mod. | 1916          | 23. července 1917  | říjen 1917      | Prodán do šrotu 1926.                                                                                                   |
| HMS Ursula       | Scotts                   | Admiralty mod. | 1916          | 2. srpna 1917      | září 1917       | Prodán do šrotu 1929.                                                                                                   |
| HMS Ulster       | Beardmore                | Admiralty mod. | 1916          | 10. října 1917     | listopad 1917   | Prodán do šrotu 1928.                                                                                                   |

## Konstrukce

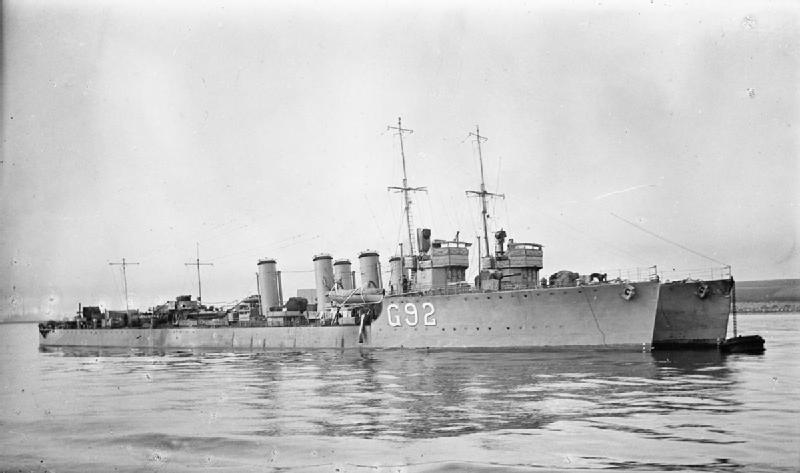
HMS Rob Roy (verze Admiralty R)

Základní výzbroj představovaly tři 102mm kanóny, jeden 40mm kanón a dva dvojhlavňové 533mm torpédomety. Pohonný systém tvořily tři kotle a dvě sady turbín o výkonu 27 000 hp. Nejvyšší rychlost dosahovala 36 uzlů. Dosah byl 34400 námořních mil při rychlosti 15 uzlů.

### Modifikace
Tarpon a Telemachus byly v letech 1917–1918 upraveny pro nesení 60 min. Torpédoborec Skate byl roku 1940 upraven na minolovku a roku 1941 na eskortní torpédoborec. V roce 1946 nesl jeden 102mm kanón, jeden 76mm kanón, čtyři 20mm kanóny, osm vrhačů a dva spouštěče hlubinných pum. Byl vybaven radarem a sonarem.

## Operační služba

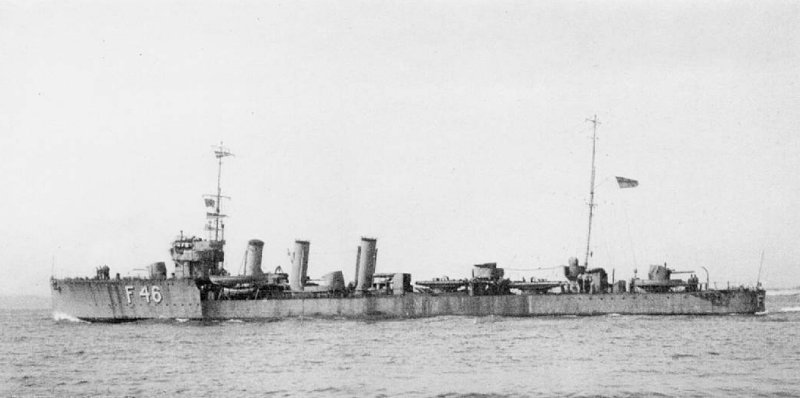
HMS Skate (verze Admiralty R)

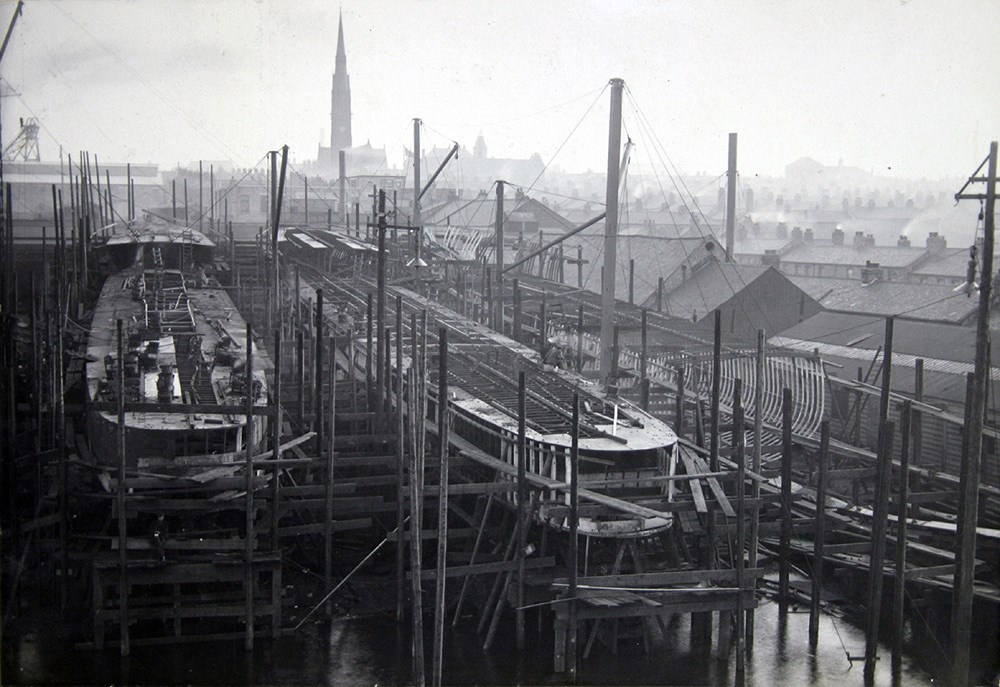
Rozestavěné torpédoborce HMS Pigeon, HMS Plover (oba Admiralty M) a HMS Sarpedon (verze Admiralty R)

Britské královské námořnictvo třídu provozovalo v letech 1916–1947. Nasadilo je za první světové války a poslední nevyřazené plavidlo také do druhé světové války. Ve službě bylo z různých příčin ztraceno devět jednotek (Setter, Recruit, Strongbow, Surprise, Ulleswater, Simoom, Torrent, Tornado, Ulysses).